# 代萨纳
代萨纳（義大利語：Desana），是意大利韦尔切利省的一个市镇。总面积16平方公里，人口1104人，人口密度69.0人/平方公里（2009年）。ISTAT代码为002054。